# Starojudovska književnost
Starojudovska književnost je ena od orientalskih književnosti, katere razvoj se je pričel v 2. tisočletju pr. n. št. in se je ohranila v obliki stare zaveze.

## Temeljne značilnosti
Starojudovska književnost se je ohranila v obliki biblije (iz grške besede βιβλια: biblia, ki pomeni knjiga knjig), oziroma svetega pisma, ki velja za temelj judovske in krščanske religije. Judovska biblija vsebuje samo spise tako imenovane stare zaveze ali starega testamenta, medtem ko jim je krščanska doba dodala še novo zavezo ali novi testament.

## Obseg in razvoj
Stara zaveza je bila napisana v hebrejskem in aramejskem jeziku, deloma pa tudi v grščini. V judovski obliki vsebuje 22, v krščanski 39 spisov. Po judovski razdelitvi se deli na tri dele: Zakon (Thora), Preroki (Nebiim) in Hagiografi (Ketubim). Nastajati so žačeli v 7. stoletju pr. n. št., ko so nekatere tradicionalne tekste razglasili za versko obvezne, zaključena pa je bila okoli leta 100 n. št. Vsebuje besedila iz starih in novejših dob - približno od leta 1100 pr. n. št. do 160 pr. n. št. Novo zavezo sestavlja 27 knjig, napisana pa je v grščini. Deli se na štiri dele: Evangelij, Dejanja apostolov, Pisma (ali Listi) in Janezovo razodetje (Apokalipsa). Svoje dokončno, od Cerkve potrjeno obliko, je krščanska biblija v rimokatoliški cerkvi dobila šele okoli leta 400 n. št., medtem ko v vzhodnih Cerkvah pa še nekoliko kasneje.
Z znanstvenega, literarnozgodovinskega stališča je biblija za cerkveno-verske potrebe sestavljen izbor besedil iz obsežne starojudovske književnosti. Njeni začetki so nejasni, vendar segajo vsaj v zadnja stoletja 2. tisočletja pr. n. št. oziroma v dobo, ko so se judovska plemena za stalno naselila v takratni Palestini in osnovala plemenske države. Pravi razcvet je najbrž doživela v času prvih jeruzalemskih kraljev Davida in Salomona, razvijala se je s selitvijo Judov v t. i. »babilonsko sužnost« in se dopolnjevala v dobi helenizma, ko je v Aleksandriji nastal prvi grški prevod biblije, t. i. Septuaginta (okoli leta 250 pr. n. št). Sestavljali so jo teksti verskega in posvetnega značaja, poezija in proza. Vsebovala je skoraj vse zvrsti, ki so jih poznale druge orientalske književnosti, ni pa razvila epa in dramatike.
Starojudovska književnost je nastajala v tesni povezavi s sosednjimi literaturami, predvsem z egipčansko in babilonsko-asirsko. Iz obeh je sprejemala vsebinske in oblikovne spodbude. Babilonski miti o nastanku sveta in vesoljnem potopu so vplivali na starojudovske mite s podobno tematiko, babilonske spokorne pesmi so bile najbrž vzorec za judovske psalme.
Podobno kot v  egipčanski in babilonsko-asirski književnosti je tudi v starojudovski glavno ritmično-stilno sredstvo poezije in proze ponavljanje enakega zaporedja besed, enako ali podobno zgrajenih stavkov, stavčnih delov, verzov, pa tudi iste misli z različnimi izrazi.

## Pripovedništvo
Stara zaveza vsebuje celo vrsto pripovednih vsebin različnih oblik in zvrsti: bajke, pripovedke, novele, kronike, življenjepis in podobno, ki pa so večidel kratka, oblikovana samo v glavnih potezah, ki pa vseeno pripovedujejo zgodovino judovskega ljudstva od mitičnih začetkov. Med temi zgodbami so v poznejši evropski literaturi najbolj odmevale zgodbe o nastanku sveta, o Adamu in Evi, Abelu in Kajnu, vesoljnem potopu, Abrahamu in Jožefu, Mojzesu itn. V novi zavezi so tega tipa zgodbe o Kristusovem rojstvu, posameznih čudežih in križanju.

## Poezija
Posamezni primeri starojudovske poezije so se ohranili ne samo v posameznih zbirkah, ampak tudi v obliki pesmi, vključenih v prozne zgodovinske spise. Med njimi je najti ostanke starega, prvotnega pesništva z značilnimi zvrstmi, kot so delovna pesem, žalostinka, bojna pesem. Najpomembnejši teksti te poezije sestavljajo večje celote ali obsežne zbirke. To so zlasti: Visoka pesem, Preroške knjige in Knjiga psalmov.

## Poučna dela
V okvir starojudovske književnosti spadajo tudi številni teksti »modrosti« ali poučnih knjig, to je didaktičnih spisov, zbirk izrekov, pregovorov in naukov. Po obliki jih je mogoče uvrstiti v prozo ali poezijo, dostikrat pa so mešanica obojega.
V stari zavezi so najpomembnejša dela te vrste Jobova knjiga, Knjiga pregovorov in Pridigar.
V novi zavezi sodijo med poučna dela številne parabole, vključene v štiri evangelije. To so zlasti teksti o izgubljenem sinu, sejavcu in semenu, krivičnem oskrbniku, bogatinu in ubogem Lazarju, farizeju in cestninarju itn. Posebno mesto pripada Janezovemu razodetju.

## Odmevi pri Slovencih
Motivi, ideje in oblike starojudovske književosti so vplivali na slovenko književnost že v srednjem veku od začetkov pokristjanevanja naprej. V neposreden stik z njo pa je naša književnost prišla prek prvih Trubarjevih prevodov in nato z Dalmatinovim prevodom celotnega svetega pisma.
Z razmahom slovenske književnosti v 19. stol. je postala starojudovska književnost pomemben vir njenih motivov, prispodob, idej in oblik. Najmočneje je vplivala na razvoj naše romantične književnosti, moderne, ekspresionizma in to zlasti v liriki, dramatiki, deloma celo v proznem pripovedništvu. Njene sestavine je zaslediti zlasti pri Prešernu, Ketteju, Župančiču, Cankarju, Gradniku, Jarcu, A. Vodniku, Mraku, Strniši, Zajcu in drugih.